# 15-й мобільний прикордонний загін
15-й мобільний прикордонний загін «Сталевий кордон» — нове формування в складі Державної прикордонної служби України. Формується на нових засадах, з урахуванням досвіду ведення бойових дій під час Російського вторгнення в Україну. У складі підрозділу персонал, який брав участь в обороні Азовсталі, на Лиманському та Бахмутському напрямках, кордоні з Росією. Підрозділ оснащений протитанковими та артилерійськими засобами, має групу аеророзвідки та розрахунки ПЗРК.
У рамках кампанії «Гвардія наступу» став бригадою та отримав назву «Сталевий кордон».

## Історія
Підрозділ було створено у лютому 2023 році коли почалися формування підрозділів гвардії наступу. П'ятнадцятий мобільний прикордонний загін створений як підрозділ нового зразка. Його структура, система управління та навчання побудовані з урахуванням викликів, які стоять перед Україною. Основу заклали підрозділи Державної прикордонної служби, що виконували завдання в районі бойових дій на сході нашої держави і які мужньо протистояли російським агресорам. В рядах підрозділу воїни, які першими зустріли ворога на кордоні, боронили Азовсталь, знаходилися на лінії оборони на Лиманському та Бахмутському напрямках, захищали держрубіж з країною-агресором. Для виконання завдань мобільний прикордонний загін на озброєнні має протитанкові та артилерійські розрахунки, групи аеророзвідки та розрахунки ПЗРК. Його завдання — посилити оборону та захист нашої держави, укріпити кордон України, адже прикордонники перші на держрубежі та є невід'ємною складовою Сил оборони країни. Перші на кордоні, перші в наступі. 24 лютого підрозділ отримав бойове знамено
21 березня 2024 року 15 мобільний прикордонний загін Державної прикордонної служби України указом Президента України Володимира Зеленського відзначений почесною відзнакою «За мужність та відвагу».

## Командування
- полковник Валерій Падитель (Герой України)

## Символіка
Офіційна емблема «Сталевого кордону» має глибокий символізм, пов'язаний з прикордонною службою та обороною України від ворожого вторгнення. Її центральним елементом є щит, який уособлює оборону та захист країни, а також стійкість і незламність українських прикордонників, готових стримати будь-яку загрозу.
Бойову символіку доповнюють схрещені мечі, розміщені за стилізованим козацьким хрестом, який є реплікою офіційної емблеми Державної прикордонної служби України. Стилізовані шипи на чотирьох раменах нагадують непрохідний межовий частокіл як частину захисного валу лінії оборони — «Сталевого кордону» нашої держави.
Гасло бригади — «Перші на кордоні, перші в наступі». Воно підкреслює подвійне покликання підрозділу: залишаючись завжди на передовій охорони державного кордону, його бійці водночас одними з перших беруть участь у наступальних операціях зі звільнення українських територій.
В цілому символіка «Сталевого кордону» поєднує традиції прикордонної служби та новий наступальний дух. Разом із влучною назвою та гаслом, емблема формує унікальну ідентичність бригади, що викликає повагу побратимів і острах ворогів.

## Втрати

### 2023
1. 17 січня 2023 — старший солдат Віктор Помазанов. Загинув в бою з ДРГ в районі н.п. Першотравневе Харківської області[11].
2. 26 червня 2023 — старший лейтенант Трайнич Віктор Олександрович. Загинув в районі населеного пункту Богданівка Донецької області[12].
3. 1 липня 2023 — старший сержант Віталій Кудрик. Загинув під час масованого обстрілу з артсистем та мінометів на ротному опорному пункті «Індія» в районі населеного пункту Бахмут[13].
4. 22 липня 2023 — Сержант Олександр Кравченко. Загинув в результаті мінометного обстрілу контрольно-спостережного пункту «Ярило-2» в н.п. Миколаївка Харківської області[14].
5. 1 серпня 2023 — Сержант Андрій Михно. Загинув в районі н.п. Новоєгорівка Сватівського району Луганської області на позиції 2 єгерського батальйону 68 окремої єгерської бригади на вогневому опорному пункті «Синій»[15].
6. 10 серпня 2023 — старший сержант Богдан Гасюк. Поранений в бою 26 червня 2023 року. Помер внаслідок отриманих поранень у Національному інституті хірургії та трансплантології імені О. О. Шалімова[16].
7. 22 серпня 2023 — старший сержант Григорій Дупенко. Загинув в районі н.п. Сергіївка Сватівського району Луганської області[17].
8. 24 серпня 2023 — старший солдат Володимир Ковалець. Загинув на вогневому опорному пункті «Сестра» в районі н.п. Петропавлівка Куп'янського району Харківської області[18].
9. 27 серпня 2023 — старший солдат Андрій Павлюк. Загинув в районі н.п. Сергіївка Сватівського району Луганської області[19].
10. 7 вересня 2023 — старший сержант Андрій Околітий. Загинув в районі н.п. Кліщіївка[20].
11. 8 вересня 2023 — майстер-сержант Станіслав Рай. Загинув в районі н.п. Кліщіївка Донецької області[21].
12. 11 вересня 2023 — старший солдат Максим Ішутін. Загинув на околиці н.п. Кліщіївка Донецької області[22].
13. 11 вересня 2023 — старший солдат Юрій Сухий. Загинув в результаті підриву М113 на протитанковій міні в районі н.п Новоєгорівка Сватівського району Луганської області[23].
14. 16 вересня 2023 — старший солдат Руслан Сікан. Загинув від скиду з дрону в районі н.п. Чернещина Харківської області[24].
15. 17 вересня 2023 — старший сержант Руслан Данильчук. Загинув в районі н.п. Кліщіївка Донецької області[25].
16. 18 вересня 2023 — сержант Назар Крижанівський. Загинув в Куп'яньскому районі Харківської області[26].
17. 19 вересня 2023 — сержант Олександр Якушев. Загинув поблизу населеного пункту Першотравневе Ізюмського району Харківської області[27].
18. 21 вересня 2023 — старший солдат Олександр Бабенко. Загинув в районі н.п. Кліщіївка Донецької області[28].
19. 21 вересня 2023 — старший солдат Олександр Барабаш. Загинув в районі н.п. Кліщіївка Донецької області[29].
20. 27 вересня 2023 — Старший солдат Олександра Рупташ. Помер від поранень, отриманих 12 вересня 2023 року поблизу н.п. Новоєгорівка Сватівського району Луганської області[30].
21. 7 жовтня 2023 — старший сержант Павельчук Руслан Васильович. Загинув в район н.п. Петропавлівка Куп'янського району Харківської області[31].
22. 24 жовтня 2023 — Штаб-сержант Безрукавий Дмитро Сергійович. Загинув в лісосмугі «Лапа» в районі н.п. Сергіївка Харківської області[32].
23. 24 жовтня 2023 — солдат Андрій Горобенко. Загинув на позиції «Ротманс» в лісосмузі «Лапа» в районі н.п. Сергіївка Харківської області[33].
24. 24 жовтня 2023 — старший солдат Люціус Олексій Олександрович. Загинув в результаті удару FPV-дроном по вогневій позиції «Кент» в районі н.п. Сергіївка Харківської області[34].
25. 24 жовтня 2023 — солдат Маслій Віталій Іванович. Загинув на позиції «Ротманс» в район н.п. Сергіївка Сватівського району Луганської області[35].
26. 27 жовтня 2023 — старший сержант Дмитрій Клюшник. Загинув в районі н.п. Сергіївка Сватівського району Луганської області[36].
27. 29 жовтня 2023 — солдат Шевердін Андрій Петрович
28. 31 жовтня 2023 — молодший сержант Нікіта Баранов. Загинув в районі н.п. Тополі Харківської області в бою з ДРГ противника[37].
29. 31 жовтня 2023 — Наливайко Віктор Васильович. Загинув в район н.п. Сергіївка Луганської області[38].
30. 3 листопада 2023 — старший лейтенант Олексій Дем'ян. Загинув в район н.п. Сергіївка Луганської області[39].
31. 3 листопада 2023 — старший сержант Віктор Лужанський. Наступив на невідомий вибуховий пристрій та внаслідок отриманих поранень загинув. Н.п. Сергіївка Луганської області[40].
32. 4 листопада 2023 — Михайло Постернак. Загинув н.п. Райгородок Луганської області[41].
33. 7 листопада 2023 — старший солдат Прислупський Іван Михайлович. Загинув на позиції «Береза» в районі н.п. Першотравневе Куп'янського району Харківської області[42].
34. 7 листопада 2023 — старший сержант Ігор Хоркавий. Загинув в районі н.п. Глушківка Харківської області[43].
35. 10 листопада 2023 — Бараннік Вячеслав Вячеславович, сержант. Загинув внаслідок ДТП поблизу села Гроза Куп'янського району Харківської області.[44]
36. 14 листопада 2023 — полковник Єфросиненко Андрій Васильович
37. 14 листопада 2023 — старший солдат Ярослав Мурин. Загинув на вогневій позиції «Гаврон» в районі н.п. Першотравневе Куп'янського району Харківської області[45].
38. 15 листопада 2023 — молодший сержант Сергій Литинський. Загинув в результаті артилерійського обстрілу в районі позиції «Ротманс»[46].
39. 16 листопада 2023 — солдат Іван Гечев. Загинув біля н.п. Новоєгорівка, Луганська область[47].
40. 16 листопада 2023 — старший солдат Нагорний Анатолій Олександрович. Загинув в район н.п. Сергіївка Сватівського району Луганської області[48].
41. 16 листопада 2023 — сержант Даниїл Щелаков. Загинув в районі н.п. Сергіївка Сватівського району Луганської області[49].
42. 18 листопада 2023 — майстер-сержант Василь Кальваровський. Загинув в районі н.п. Новоєгорівка Сватівського району Луганської області[50].
43. 18 листопада 2023 — капітан Вадим Погорілець. Загинуів в район н.п. Сергіївка Сватівського району Луганської області[51].
44. 23 листопада 2023 — старший солдат Дмитро Кох. Загинув на позиції «Одеса» в районі н.п. Першотравневе Куп'янського району Харківської області[52].
45. 25 листопада 2023 — сержант Сергій Шкута. Загинув в районі н.п. Першотравневе Куп'янського району Харківської області[53].
46. 26 листопада 2023 — старший сержант Гончаров Володимир Григорович. Загинув на вогневій позиції «Ворон» в районі н.п. Іванівка Куп'янського району Харківської області[54].
47. 30 листопада 2023 — Старший сержант Денис Жмаков. Загинув а позиції «Рекс» в районі н.п. Іванівка Куп'янського району Харківської області[55].
48. 30 листопада 2023 — старший солдат Юрій Лаврик. Загинув в результаті артобстрілу в районі н.п. Іванівка Куп'янського району Харківської області[56].
49. 20 грудня 2023 — старший сержант Ігор Єфімов. Загинув в районі н.п. Плетенівка Чугуївського району Харківської області[57].

### 2024
1. 17 січня 2024 — старший солдат Гончарук Василь Юрійович. Загинув на позиції відділення «Ваза» в районі н.п. Першотравневе Куп'янського району Харківської області[58].
2. 21 січня 2024 — старший лейтенант Олег Мазур. Загинув в результаті скиду з дрону в районі Нестерне Харківської області[59].
3. 23 січня 2024 — солдат Євгеній Білобловський. Загинув в результаті вогневого ураження з FPV-дрона по спостережній позиції в в районі н.п. Землянки Харківської області[60].
4. 23 січня 2024 — старший солдат Микола Кулаков. Загинув в результаті вогневого ураження з FPV-дрона по спостережній позиції в в районі н.п. Землянки Харківської області[61].
5. 7 лютого 2024 — сержант Шарпило Сергій Володимирович. Загинув в районі н.п. Першотравневе Куп'янського району Харківської області[62].
6. 9 лютого 2024 — старший сержант Анатолій Василініч. Загинув в результаті авіаудару в районі н.п. Нестерне Харківська область[63].
7. 11 березня 2024 — старший солдат Андрій Кохановський. Загинув в Харківській області[64].
8. Мазур Олег Анатолійович («Малий»). 30 березня, 2002. м. Вінниця. Старший лейтенант. Загинув під час виконання бойового завдання поблизу села Нестерне, що під Чугуєвом на Харківщині[65].
9. 13 березня 2024 — старший сержант Олексій Виноградський. Загинув скиду з БпЛА в районі Охримівка, Харківська область[66].
10. 13 березня 2024 — молодший сержант Шафран Ігор Васильович. Загинув в бою з ДРГ в районі Охримівка, Харківська область[67].
11. 5 квітня 2024 — старший солдат Томашевський Сергій Олександрович. Загинув на вогневій позиції «Токіо» в районі н.п. Огірцеве Харківської області, внаслідок прямого влучання ворожого снаряду калібру 152-мм в місце укриття[68].
12. 2 червня 2024 — солдат Іван Романик. Загинув в Вовчанську Харківська область[69].
13. 23 жовтня 2024 — лейтенант Ігор Польовий. Загинув в бою в районі н.п. Дар'їно Курської області[70].

### 2025
1. 26 лютого 2025 — Радін Микола Петрович, старший сержант, водій 2 групи ракетних систем залпового вогню першого вогневого відділення третьої прикордонної застави ракетних систем залпового вогню другого відділу прикордонної служби (тип С). Загинув під час виконання бойового завдання у Суджанському районі Курської області[71]